# Тораль, Марио
Марио Тораль Муньос (исп. Mario Toral Muñoz, 12 февраля 1934; Сантьяго, Чили) — чилийский художник и фотограф.

## Карьера
В возрасте 16 лет Марио Тораль переехал в Буэнос-Айрес, где он скопил деньги, чтобы поступить в Школу изящных искусств (исп. Escuela de Bellas Artes) в Монтевидео, столице Уругвая. Позднее он отправился в Бразилию, где Музее современного искусства в Сан-Паулу прошла первая выставка его работ, художнику в то время был всего 21 год. В 1957 году Тораль переехал во Францию, где учился в Национальной высшей школе изящных искусств в Париже.
С 1973 по 1992 год Тораль жил в Нью-Йорке. К основным работам художника, появившимся в этот период, относятся «Узники камня» (исп. Prisioneras de Piedra, 1974—1977) и «Маски» (исп. Mascaras, 1979—1981).
Вернувшись в Чили в 1992 году Тораль работал профессором Папского католического университета Чили и деканом факультета искусств в Университете Финис-Терре.
В сентябре 2007 года Тораль получил почётную медаль от Фонда Пабло Неруды в знак признания его творчества и вклада в чилийскую культуру. Тораль сотрудничал с поэтом Пабло Нерудой, проиллюстрировав ряд его стихотворений, в том числе издание 1963 года «Вершины Мачу-Пикчу».

## «Визуальная память нации»

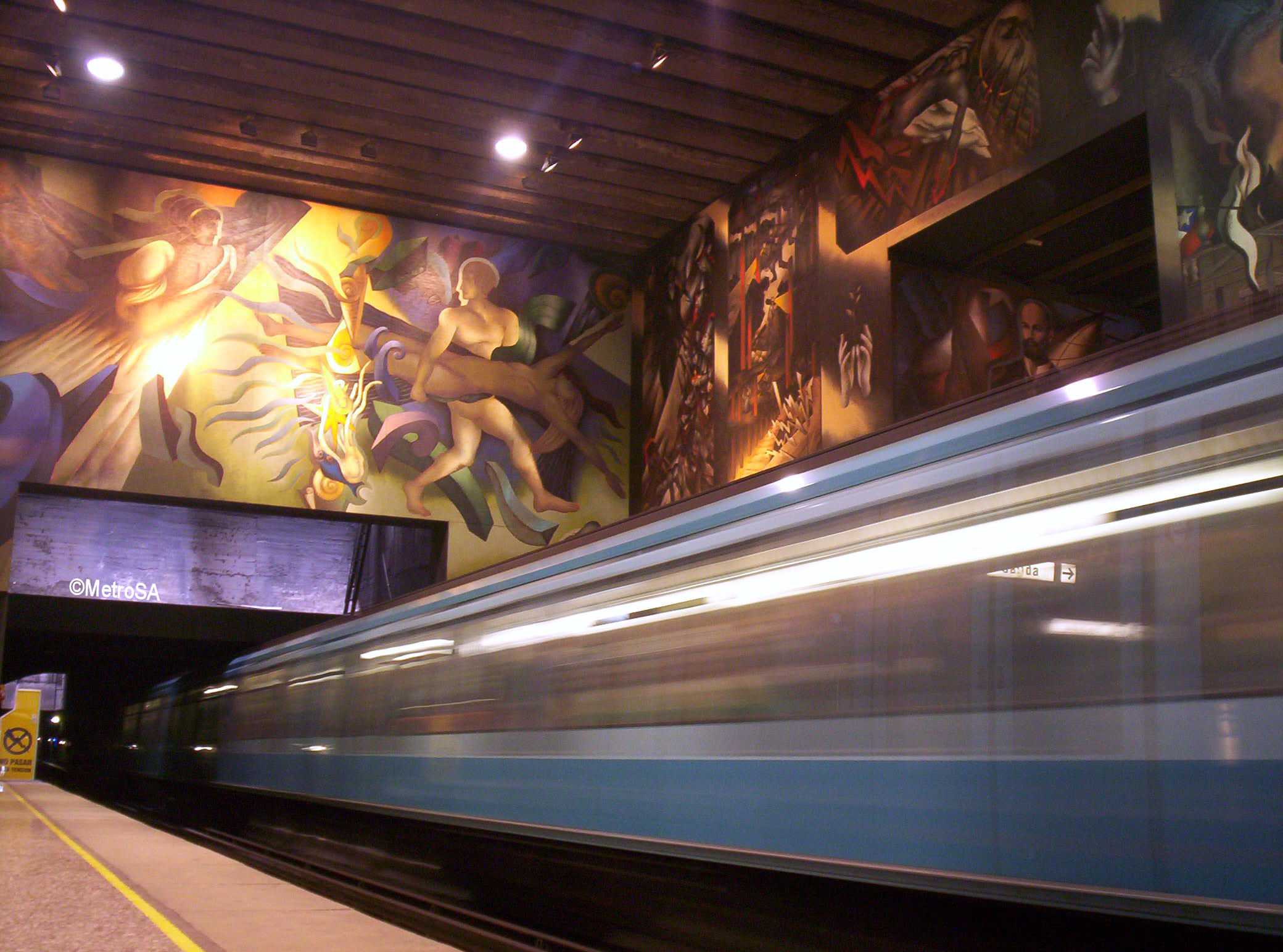
«Визуальная память нации» (Memoria visual de una nación) на станции метро Универсидад де Чили.

В 1999 году Тораль завершил работу над муралом «Визуальная память нации» (исп. Memoria visual de una nación), расположенном на станции метро Универсидад де Чили в Сантьяго. Фреска площадью 1200 квадратных метров расположена в зоне платформы и разделена на две секции: «Прошлое» (исп. Pasado) и «Настоящее» (исп. Presente). На ней изображены эпизоды из истории Чили: от насильственного испанского завоевания до наших дней.
Предложение о создании мурала Тораль получил, проживая в Нью-Йорке. Он решил взяться за него, чтобы «заново открыть своё происхождение после столь долгого отсутствия» на родине. Художник задумал представить историю Чили так, чтобы каждый чилиец мог почувствовать себя причастным к ней. В процессе подготовки к работе Тораль в течение двух лет занимался исследованиями, путешествуя по стране, читая и интервьюируя историков, поэтов и представителей коренных народов Чили. Затем, с 1995 по 1998 год художник работал в мастерских «Neptuno», где была построена металлическая конструкция, копировавшая станцию метро Универсидад де Чили и 1200 квадратных метров, которые он должен был закрасить.
В 2011 году Lonely Planet назвал станцию Универсидад де Чили одной из «станций метро, на которых стоит сойти с поезда», а в 2014 году BBC назвала её одной из семи красивейших станций метро в мире.